# Chaeng Mean Chey
Chaeng Mean Chey es una comuna (khum) del distrito de Banan, en la provincia de Battambang, Camboya. En marzo de 2008 tenía una población estimada de 9107 habitantes.
Se encuentra ubicada al oeste del país, a poca distancia al este de la frontera con Tailandia y al oeste del lago Sap (Tonlé Sap).